# کلر، سافک
latitudeکلر، سافکlongitudeکلر، سافک
کلر، سافک (به انگلیسی: Clare, Suffolk) یک شهرک در بریتانیا است که در انگلستان واقع شده‌است.

## خصوصیات
کلر ۱٬۹۷۵ نفر جمعیت دارد.